# Бу Карпелан
Бу Гу́став Бе́ртельссон Ка́рпелан (швед. Bo Gustaf Bertelsson Carpelan; *25 жовтня 1926, Гельсінкі, Фінляндія — 11 лютого 2011, Еспоо, там же) — фінський шведський письменник і поет, актор книг для дітей, перекладач.

## З життєпису
Походить зі шляхетного роду Карпеланів. Його брат Ларс Ерік Карпелан став журналістом.
Бу Карпелан вступив до середньої школи в 1944 році.
Закінчив Гельсінський університет зі ступенем бакалавра філософії в 1948 році, ліценціатом з філософії в 1956 році і ступенем доктора філософії в 1960 році. Його дисертація присвячена поезії Гуннара Бйорлінга.
Свою кар'єру письменника Бу Карпелан розпочав у 1946 році поемою Som en Dunkel värme.
Протягом наступних 20 років автор опублікував кілька поетичних і дитячих книжок.
Працював літературним оглядачем газети Hufvudstadsbladet у 1949—1964 роках, заступником бібліотекаря Гельсінської міської бібліотеки у 1964—1980 роках.
Перший роман Бу Карпелана «Голоси пізньої доби» (Rösterna i den sena timmen) з'явився в 1971 році.
У 1980—1993 роках Карпелан працював професором.
Перекладав шведською твори сучасних йому фінських авторів (Пааво Гаавіко, Хелена Анхава, Антті Гірі).
Бу Карпелан отримав численні нагороди, зокрема 4 рази фінську Державну премія з літератури та Літературну премію Північної ради в 1977 році; двічі був удостоєний Фінляндської премії (1993 року за твір Urwind і 2005 за Berg), що є унікальним фактом.
Бу Карпелан жив в Еспоо і, крім літератури, також цікавився музикою та образотворчим мистецтвом.

## Твори

### Поезія та проза
- Som en dunkel värme 1946
- Du mörka överlevande 1947
- Variationer 1950
- Minus sju 1951
- Objekt för ord 1954
- Landskapets förvandlingar 1957
- Den svala dagen 1961
- 73 dikter 1966
- Gården 1969
- Rösterna i den sena timmen 1971
- Källan 1973
- Din gestalt bakom dörren 1975
- I de mörka rummen, i de ljusa 1976
- Vandrande skugga: en småstadsberättelse 1977
- Jag minns att jag drömde 1979
- Dikter från 30 år 1980
- Dagen vänder 1983
- Marginalia till grekisk och romersk diktning 1984
- Armbandsuret 1986
- Axel 1986
- Det sjungande trädet 1988 (лібретто для опери)
- År som löv 1989
- Urwind 1993
- I det sedda 1995
- Novembercredo. Dikter i urval 1946—1996 1996
- Benjamins bok 1997
- Namnet på tavlan Klee målade: prosadikter 1999
- Ögonblickets tusen årstider 2001
- Diktamina 2003
- Berg:en roman 2005
- Staden: dikter och bilder från Helsingfors 2006
- Nya dikter 2007
- Barndom 2008
- Gramina 2010

### Книги для дітей та юнацтва
- Anders på ön 1959
- Anders i stan 1962
- Bågen:berättelsen om en sommar som var annorlunda 1968
- Paradiset: berättelsen om Marvins och Johans vänskap 1973
- Julius Blom — Ett huvud för sig 1982
- Marvins bok 1990
- Måla himlen. Vers för små och stora 1988

## Нагороди
Бу Карпелан за свою творчість удостоєний численних нагород і премій, серед яких:
- Медаль Pro Finlandia (1978)
- Державна премія з літератури (1969, 1972, 1987 і 1989)
- Фінляндська премія (1993 і 2005)
- Літературна премія Північної ради (1977)
- Премія Нільса Ферліна (1981)
- Премія «Поет року» (1993)
- Скандинавська премія Шведської академії (1997)
- Шведська премія Pilot (1998)
- Prix Européen de Littérature (2007)[9] — ця французька нагорода щорічно вручається європейському письменнику, чия творчість сприяє взаєморозумінню між європейськими культурами.